# Ludwig Frorath
Ludwig Frorath (ur. 6 lipca 1885 w Wiesbaden  – zm. 9 marca 1945 w Reichenbach/O.L.) – niemiecki inżynier budownictwa i urzędnik kolejowy.

## Życiorys
W 1914 podjął zatrudnienie na niemieckich kolejach, od 1920 na Deutsche Reichsbahn, pnąc się po szczeblach kariery urzędniczej - w charakterze radcy budownictwa kolejowego Rzeszy (Reichsbahnbaurat) (1921-), starszego radcy budownictwa kolejowego Rzeszy (Reichsbahnoberbaurat) (1924-), od 1929 w RBD Berlin, starszego radcy kolejowego Rzeszy (Reichsbahnoberrat) (1931-). Zajmował szereg funkcji kierowniczych, m.in. dezernenta działu rozkładów jazdy pociągów towarowych w RBD Berlin (1934-), prezesa Dyrekcji Kolei Rzeszy w Ludwigshafen (Reichsbahndirektion Ludwigshafen, RBD Ludwigshafen) (1936-1937), Dyrekcji Kolei Rzeszy w Halle (Reichsbahndirektion Halle, RBD Halle) (1937-1940), Dyrekcji Kolei Rzeszy w Saarbrücken (Reichsbahndirektion Saarbrücken, RBD Saarbrücken) (1940-1944), i Dyrekcji Kolei Rzeszy we Wrocławiu (Reichsbahndirektion Breslau, RBD Breslau) (1944-1945). Zmarł na atak serca w pociągu służbowym w Reichenbach.
Podkreśla się, iż w czasie pełnienia funkcji w RBD Saarbrücken, „pod jego kierunkiem jechała większość pociągów śmierci w Saarbrücken”.